# Poštena vas
Poštena vas este o localitate din comuna Brežice, Slovenia, cu o populație de 49 de locuitori.